# Quatuor à cordes no 3 de Beethoven
Op. 18 : no 3
Pour les articles homonymes, voir Quatuor à cordes no 3.
Le Quatuor à cordes no 3 en ré majeur, opus 18 no 3, de Ludwig van Beethoven, est composé entre 1798 et 1799, publié en 1801 et dédié avec les cinq autres quatuors de l'opus 18 au prince Joseph Franz von Lobkowitz. Il est chronologiquement le premier quatuor de Beethoven.

## Présentation de l'œuvre

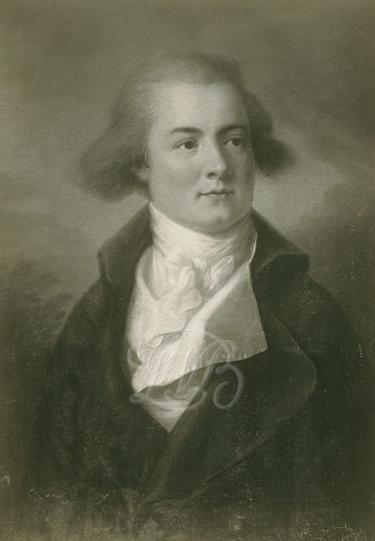
Le prince Lobkowitz

Troisième dans l'ordre de la publication des six quatuors de l'opus 18 dédiés au Prince Lobkowitz, le quatuor en ré majeur op. 18 no 3 est cependant le premier composé. Il se trouve donc être, de ce fait, le premier de tous les quatuors de Beethoven. Ses esquisses les plus anciennes remontent à 1798, et leur importance laisse supposer que l'œuvre a pu être achevée dans le courant de la même année.
L'édition originale des six quatuors de l'opus 18 est réalisée à Vienne par Tranquillo Mollo, en deux livraisons, juin et octobre 1801. Le titre est en français : « Six Quatuors pour deux violons, Alto et Violoncelle composés et dédiés a son Altesse Monseigneur le prince régnant de Lobkowitz par Louis van Beethoven ».
Il comporte quatre mouvements :
1. Allegro, à , en ré majeur
2. Andante con moto, à 
, en si bémol majeur
3. Allegro, à 
, en ré majeur - Trio, à 
, en ré mineur
4. Presto, à 
, en ré majeur

Sa durée d’exécution est d'environ 24 minutes.

## Repères discographiques
- Quatuor Busch, 1942 (Sony)[6]
- Quatuor Hongrois, 1953 (EMI)[7]
- Quatuor Fine Arts, 1959 (Concert-Disc)
- Quatuor Végh, 1974 (Auvidis-Valois)[8]
- Quatuor Alban Berg, 1979 (EMI)[9],[10]
- Quatuor Takács, 2004 (Decca)[11]
- Quatuor Párkányí, 2008 (Praga)[12]
- Quatuor de Tokyo, 2009 (Harmonia Mundi)
- Quatuor Artemis, 2011 (Virgin Classics)[13]
- Quatuor Belcea, 2012 (Zig-Zag Territoires)
- Quatuor Hagen, 2013 (Myrios Classics)[14]
- Quatuor Ébène, 2020 (Erato)[15]